# Vivi Peçaibes
Vivi Peçaibes, Cascavel (Paraná), 11 de Agosto de 1973, é o apelido de Viviane Peçaibes de Mello, designer, tecladista e integrante fixa da banda gaúcha Bidê ou Balde.

## Biografia
Vivi Peçaibes  nasceu em Cascavel (Paraná), em 11 de Agosto de 1973. Mudou-se para Porto Alegre com 3 anos de idade. Além do âmbito musical, Vivi é mestra em Design pela Unisinos, doutoranda em Design na Ufrgs (2015-) e é premiada na área. 

## Carreira

### Premiações
- 2013 - Prêmio Top Ser Humano - ABRH-RS - Modalidade Gestão de Pessoas - Categoria Graduação, com o projeto "O design estratégico como agente no tratamento da dependência química através de um jogo terapêutico."[4][5]

### Discografia
- 2000 - Se sexo é o que importa, só o rock é sobre amor!
- 2001 - Para Onde Voam os Ventiladores de Teto no Inverno? (EP)
- 2002 - Exijo Respeito! Quero Viver! (EP) - Em parceria com Detran-RS
- 2002 - Outubro ou Nada
- 2004 - É Preciso Dar Vazão Aos Sentimentos
- 2005 - Acústico MTV: Bandas Gaúchas
- 2011 - Adeus, Segunda-feira Triste (EP)
- 2012 - Eles São Assim. E Assim Por Diante. [6]
- 2014 - Tudo Funcionando Direito & Mesmo Que Mude (Vinil)

## Bidê ou Balde
- Carlinhos Carneiro
- Leandro Sá
- Vivi Peçaibes
- Rodrigo Pilla